# Cerkno község
Cerkno község (szlovén nyelven: Občina Cerkno) Szlovénia 212 alapfokú közigazgatási egységének, azaz községének egyike a Goriška statisztikai régióban. A község székhelye Cerkno város. Lakosainak száma 4588 fő (2020. július 1.).
Történelmileg a Cerkno hegység Tolmin községhez tartozott. A 16. században a terület Habsburg uralom alá került, és a Goritz koronabirtokhoz tartozott. Az első világháború befejezése után a területet az olasz hadsereg szállta meg, majd 1920-ban hivatalosan Olaszországhoz csatolták. Az 1943. szeptemberi olasz fegyverszünet után Cerkno a jugoszláv partizánok szabadították fel, és a régió a partizánellenállás egyik legfontosabb központja lett a szlovén tengermelléken. A terület 1945-ben jugoszláv katonai közigazgatás alá került, 1947-ben pedig hivatalosan Jugoszlávián belül a Szlovén Népköztársasághoz csatolták.

## A község települései
A községhez Cerkno székhelyen kívül a következő települések tartoznak:
- Bukovo
- Čeplez
- Cerkljanski Vrh
- Dolenji Novaki
- Gorenji Novaki
- Gorje
- Jagršče
- Jazne
- Jesenica
- Labinje
- Lazec
- Laznica
- Orehek
- Otalež
- Planina pri Cerknem
- Plužnje
- Poče
- Podlanišče
- Podpleče
- Police
- Poljane
- Ravne pri Cerknem
- Reka
- Šebrelje
- Straža
- Travnik
- Trebenče
- Zakojca
- Zakriž

## Népesség
| Lakosok száma | 4819 | 4776 | 4784 | 4799 | 4792 | 4669 | 4620 | 4592 | 4577 | 4588 |
|               | 2008 | 2009 | 2011 | 2012 | 2013 | 2015 | 2016 | 2017 | 2019 | 2020 |